# Fannett (Texas)
Fannett es un lugar designado por el censo ubicado en el condado de Jefferson en el estado estadounidense de Texas. En el Censo de 2010 tenía una población de 2.252 habitantes y una densidad poblacional de 87,97 personas por km².

## Geografía
Fannett se encuentra ubicado en las coordenadas 29°55′35″N 94°14′36″O / 29.92639, -94.24333. Según la Oficina del Censo de los Estados Unidos, Fannett tiene una superficie total de 25.6 km², de la cual 25.39 km² corresponden a tierra firme y (0.8%) 0.2 km² es agua.

## Demografía
Según el censo de 2010, había 2.252 personas residiendo en Fannett. La densidad de población era de 87,97 hab./km². De los 2.252 habitantes, Fannett estaba compuesto por el 87.52% blancos, el 4.22% eran afroamericanos, el 0.44% eran amerindios, el 1.95% eran asiáticos, el 0% eran isleños del Pacífico, el 4.22% eran de otras razas y el 1.64% pertenecían a dos o más razas. Del total de la población el 9.68% eran hispanos o latinos de cualquier raza.